# Ovammina
Ovammina es un género de foraminífero bentónico de la subfamilia Saccammininae, de la familia Saccamminidae, de la superfamilia Saccamminoidea, del suborden Saccamminina y del orden Astrorhizida. Su especie tipo es Ovammina opaca. Su rango cronoestratigráfico abarca el Holoceno.

## Discusión
Clasificaciones previas incluían Ovammina en la superfamilia Astrorhizoidea, así como en el suborden Textulariina del orden Textulariida.

## Clasificación
Ovammina incluye a las siguientes especies:
- Ovammina leptoderma
- Ovammina opaca